# Hydrocotyle pedicellosa
Hydrocotyle pedicellosa är en växtart i släktet Hydrocotyle och familjen araliaväxter.
Arten förekommer i östra Australien. Den beskrevs av Ferdinand von Mueller och George Bentham 1867.

## Bildgalleri

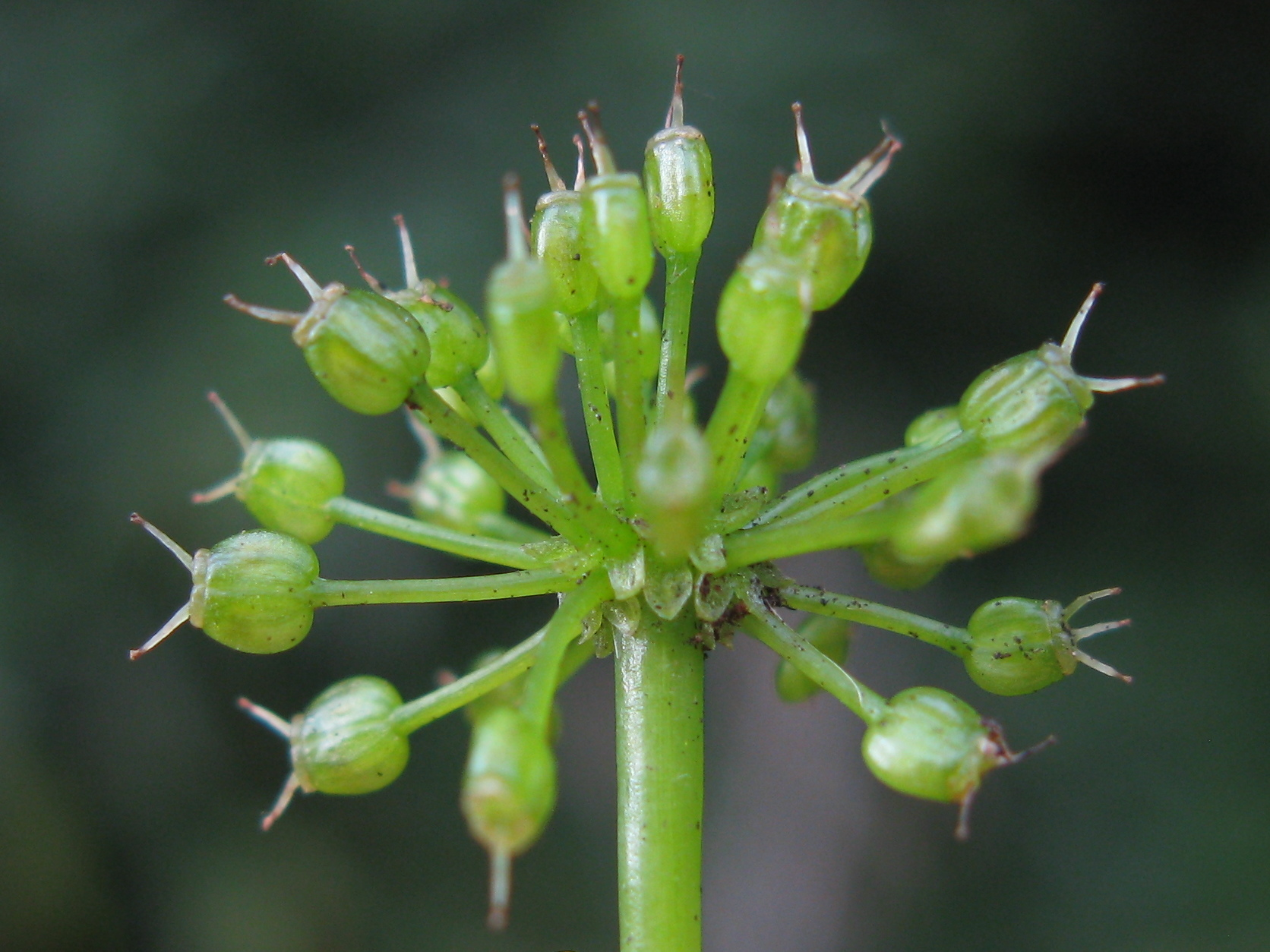
Blomställning
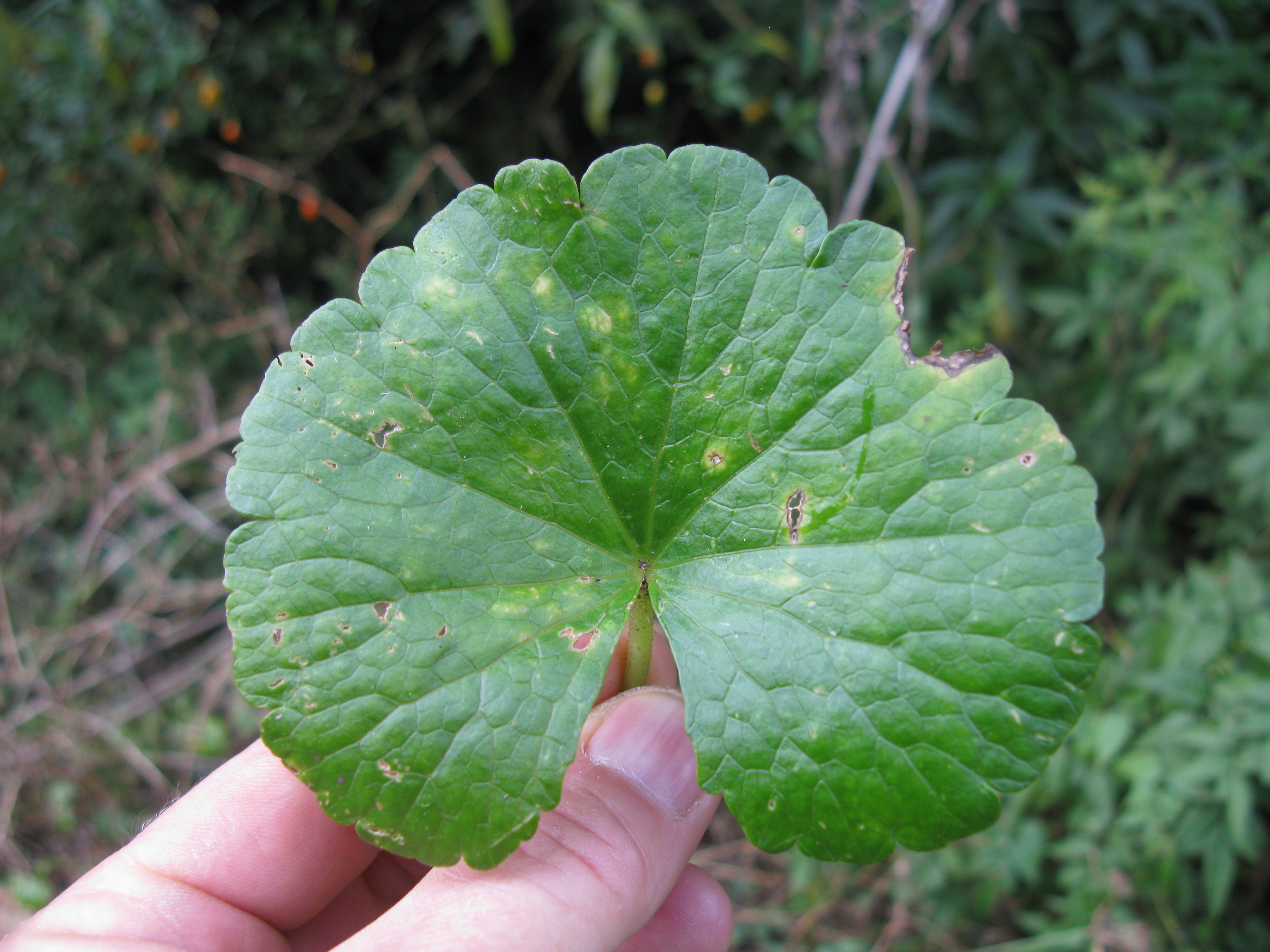
Blad ovansida
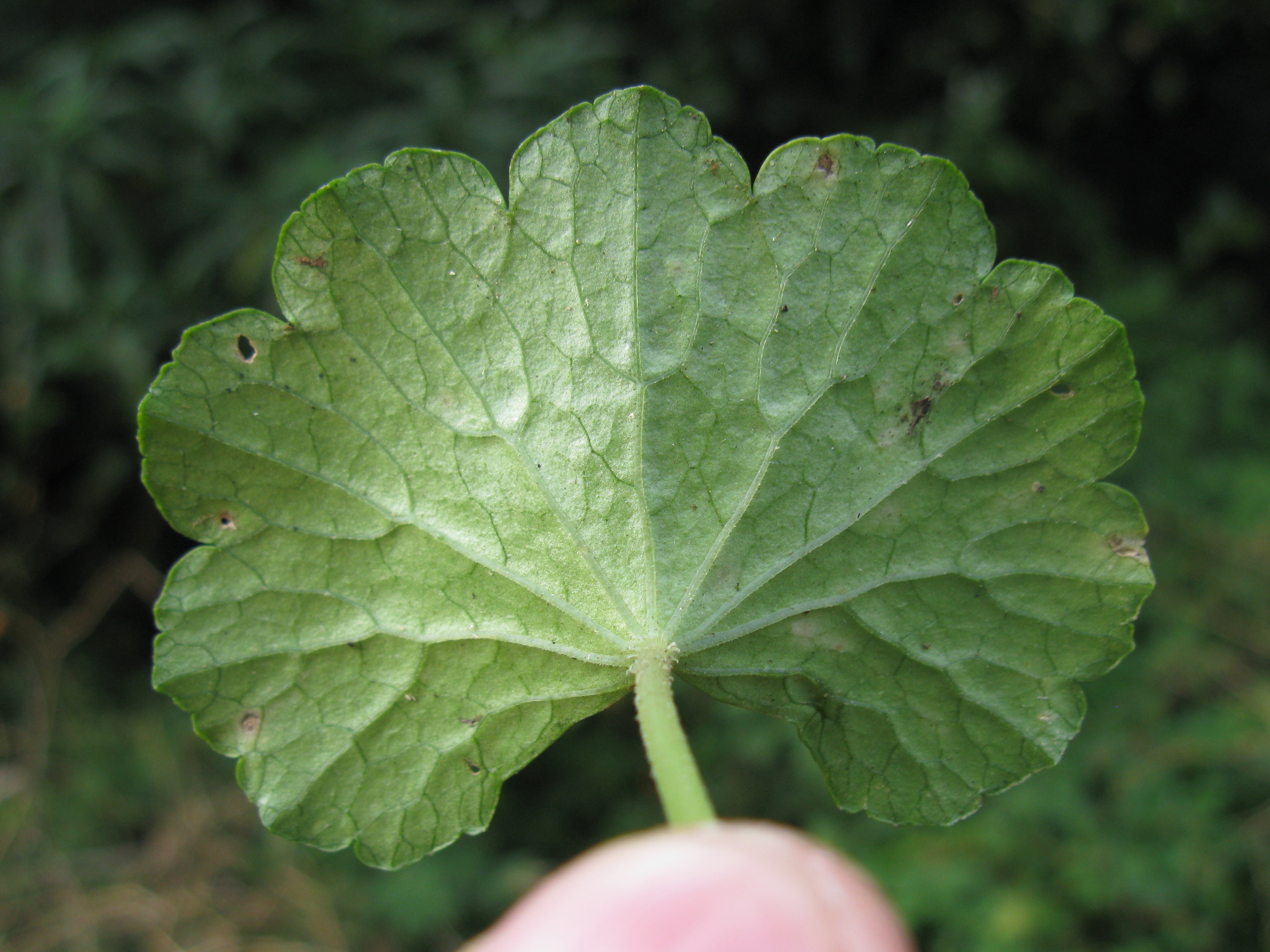
Blad undersida
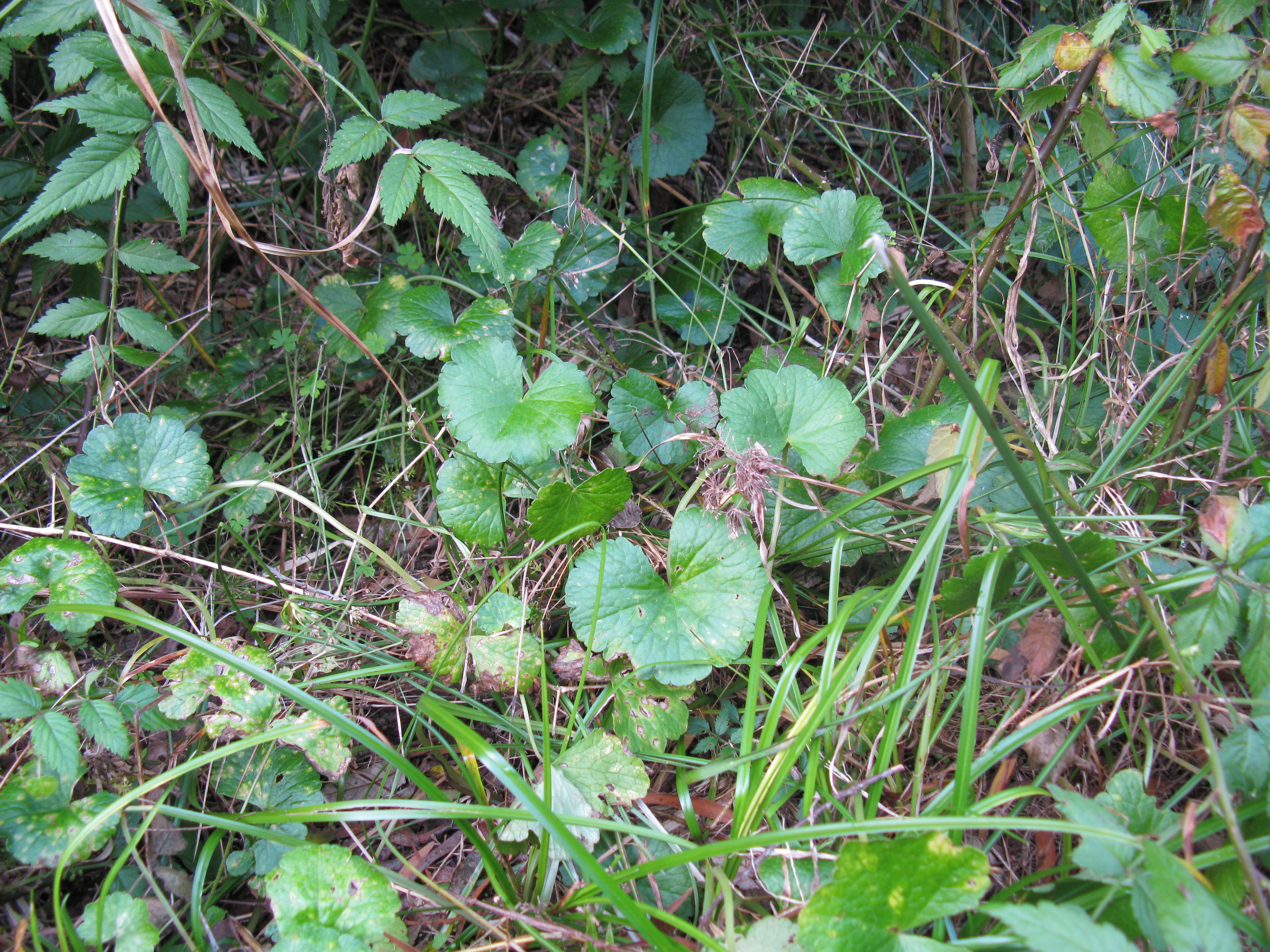
Habitus